# Neuropeptidi
Neuropeptidi su hemijske supstance veće molekulske mase, koje sporo deluju, ali izazivaju dugotrajne promene u nervnom sistemu. Oni se ne sintetizuju u presinaptičkom završetku već u telu neurona i aktivno prolaze duž aksona do nervnog završetka. Dosada je otkriveno više od 100 vrsta neuroaktivnih peptida.

## Dejstvo
Nuropeptidi neurone mogu i ekscitizovati i inhibirati, ali najčešće deluju modulacijski. Neki su od pre poznati kao hormoni u drugim vrstama tkiva ili kao peptidi neurosekrecijskih ćelija. Utvrđeno je i da neki od njih učestvuju u modulaciji prenosa osetilnih informacija (posebno boli) i emocionalnih stanja, ili u reakcijama što su izazvane stresom.

## Metabolizam
Sinteza neuropeptida se odvija isključivo u telu neurona bez amplifikacije. Iz tog razloga neuroni tokom sinaptičke signalizacije nastoje da neuropeptide što bolje iskoriste. Zato većina peptidnih receptora neuropeptide veže sa vrlo visokim afinitetom. Oslobađanje neuropeptida egzocitozom mogu da potaknu samo specifični obrasci stimulacije.

## Podela
Neuropeptide razvrstavamo u nekoliko velikih porodica, a za mnoge od njih već su otkriveni razni receptori u mozgu.
- ACTH
- β-lipotropin
- γ-lipotropin
- α-MSH
- β-MSH
- α-endorfin
- β-endorfin
- γ-endorfin

Proencefalin:
- Met-encefalin
- Leu-encefalin

Prodinorfin:
- dinorfin-A
- dinorfin-B
- α-neoendorfin
- β-neoendorfin

Tahikinini:
- supstanca P
- supstanca K (neurokinin A)
- neuromedin K (neurokinin B)

Crevno-moždani peptidi:
- holecistokinin (CCK-33, CCK-8)
- neuropeptid Y (NPY)
- vazoaktivni intestinalni peptid (VIP)
- gastrin

Hormoni hipotalamusa:
- kortikoliberin (CRF)
- melanoliberin (MRF)
- melanostatin (MIF)
- foliberin (FSH-RF)
- luliberin (LH-RF)
- tiroliberin (TRF)
- somatoliberin (GH-RF)
- somatostatin (SRIF)
- oksitocin (OXT)
- vazopresin (antidiuretski hormon ili ADH)

Ostali:
- neurotenzin
- bombezin
- galanin